# Nancy
Nancy je grad na istoku Francuske, prefektura departmana Meurthe-et-Moselle, u regiji Lorraine. Povijesno je bio važan kao glavni grad Vojvodstva Lotaringije.

## Obrazovanje
- ICN Business School

|  | Portal Francuske – Pristup člancima s tematikom o Francuskoj. |